# Підманове
Підма́нове — село в Україні, у Шацькій селищній територіальній громаді Ковельського району Волинської області. Розташоване біля озера Світязь. Населення становить 507 осіб. Площа села — 0,47 км²; щільність населення становить 1004,26 осіб на км². Поштовий код — 44022. 

## Історія
Село Підманове було засноване після Другої світової війни. 
У селі є школа, в якій навчається 60 учнів.
12 червня 2020 року, відповідно до розпорядження Кабінету Міністрів України № 708-р «Про визначення адміністративних центрів та затвердження територій територіальних громад Волинської області», увійшло до складу Шацької селищної територіальної громади.
19 липня 2020 року, в результаті адміністративно-територіальної реформи та ліквідації Шацького району, село увійшло до новоутвореного Ковельського району.

## Населення
Згідно з переписом УРСР 1989 року чисельність наявного населення села становила 498 осіб, з яких 238 чоловіків та 260 жінок.
За переписом населення України 2001 року в селі мешкали 462 особи.

### Мова
Розподіл населення за рідною мовою за даними перепису 2001 року:
| Мова       | Відсоток |
| ---------- | -------- |
| українська | 98,31 %  |
| російська  | 1,69 %   |